# Districte de Rhein-Neckar
El districte de Rhein-Neckar, en alemany Rhein-Neckar-Kreis, és un districte (Kreis), una divisió administrativa d'Alemanya, situat al nord de la regió administrativa de Karlsruhe a l'estat federat de Baden-Württemberg. Limita amb els Districte de Bergstraße, Districte d'Odenwaldkreis, Districte de Neckar-Odenwald, Districte de Heilbronn, Districte de Karlsruhe, Districte Lliure de Speyer, Districte de Rhein-Pfalz-Kreis, Dictricte Lliure de Mannheim i el Distrícte Lliure de Heidelberg.

## Geografia
El districte se situa a les ribes de dos grans rius, el Rin i el Neckar. El punt més alt és el Stiefelhöhe prop de la localitat de Heiligkreuzsteinach, que compta amb 583m, i el punt més baix té 92m i està situat prop d'Ilvesheim a la vall del riu Neckar.

## Història
El districte de Rhein-Neckar fou creat l'any 1973, unint parts dels antics districtes de Heidelberg, Mannheim i una gran part de Sinsheim.

## Govern
El districte està governat per una assemblea (Kreistag) i un poder executiu (Landrat). Les eleccions es fan cada cinc anys.

### Landrats
- 1973: Georg Steinbrenner
- 1973-1986: Albert Neckenauer
- 1986-2010: Dr. Jürgen Schütz
- des de 2010: Stefan Dallinger

### Escut
L'escut del districte presenta:
- Els rius Neckar i Rin, a l'esquerra

- El lleó és el símbol del Palatinat, que històricament aquesta zona fou dins d'aquest comtat.

## Economia
L'economia del districte està diversificada en nombroses empreses que s'encarreguen de la producció de metalls i de la indústria química, però moltes d'elles són petites i mitjanes empreses. El sector serveis no és molt abundant hi ha empreses molt importants com la companyia de programari SAP AG, situada a Walldorf, també hi trobem el proveïdor de serveis financers MLP i la Heidelberger Druckmaschinen a Wiesloch. A les zones rurals hi predomina la silvicultura. A la vall del Rin hi predomina el cultiu de l'espàrrec.

## Ciutats i municipis
| Städte (Ciutats)                                                            | Städte (Ciutats)             | Städte (Ciutats)             | Städte (Ciutats) | Städte (Ciutats) |
| --------------------------------------------------------------------------- | ---------------------------- | ---------------------------- | ---------------- | ---------------- |
| Situació d'Eberbach dins del districte de Rhein-Neckar                      | Eberbach                     | Eberbach                     | 15 258           | 81.2 km²         |
| Situació d'Eppelheim dins del districte de Rhein-Neckar                     | Eppelheim                    | Eppelheim                    | 14 629           | 5.6 km²          |
| Situació de Hemsbach dins del districte de Rhein-Neckar                     | Hemsbach                     | Hemsbach                     | 12 230           | 12.9 km²         |
| Situació de Hockenheim dins del districte de Rhein-Neckar                   | Hockenheim                   | Hockenheim                   | 21 031           | 34.8 km²         |
| Situació de Ladenburg dins del districte de Rhein-Neckar                    | Ladenburg                    | Ladenburg                    | 11 473           | 19 km²           |
| Situació de Leimen dins del districte de Rhein-Neckar                       | Leimen                       | Leimen                       | 26 932           | 20.6 km²         |
| Situació de Neckarbischofsheim dins del districte de Rhein-Neckar           | Neckarbischofsheim           | Neckarbischofsheim           | 3 946            | 26.4 km²         |
| Situació de Neckargemünd dins del districte de Rhein-Neckar                 | Neckargemünd                 | Neckargemünd                 | 14 032           | 26.2 km²         |
| Situació de Rauenberg dins del districte de Rhein-Neckar                    | Rauenberg                    | Rauenberg                    | 7 631            | 11.1 km²         |
| Situació de Schönau dins del districte de Rhein-Neckar                      | Schönau                      | Schönau                      | 4 696            | 22.5 km²         |
| Situació de Schriesheim dins del districte de Rhein-Neckar                  | Schriesheim                  | Schriesheim                  | 14 855           | 31.6 km²         |
| Situació de Schwetzingen dins del districte de Rhein-Neckar                 | Schwetzingen                 | Schwetzingen                 | 22 159           | 21.6 km²         |
| Situació de Sinsheim dins del districte de Rhein-Neckar                     | Sinsheim                     | Sinsheim                     | 35 517           | 127 km²          |
| Situació de Waibstadt dins del districte de Rhein-Neckar                    | Waibstadt                    | Waibstadt                    | 5 659            | 25.6 km²         |
| Situació de Walldorf dins del districte de Rhein-Neckar                     | Walldorf                     | Walldorf                     | 14 774           | 19.9 km²         |
| Situació de Weinheim dins del districte de Rhein-Neckar                     | Weinheim                     | Weinheim                     | 43 692           | 58.1 km²         |
| Situació de Wiesloch dins del districte de Rhein-Neckar                     | Wiesloch                     | Wiesloch                     | 25 897           | 30.3 km²         |
| Gemeinden (Municipis)                                                       |                              |                              |                  |                  |
| Situació d'Altlußheim dins del districte de Rhein-Neckar                    | Altlußheim                   | Altlußheim                   | 5 296            | 16 km²           |
| Situació d'Angelbachtal dins del districte de Rhein-Neckar                  | Angelbachtal                 | Angelbachtal                 | 5 002            | 17.9 km²         |
| Situació de Bammental dins del districte de Rhein-Neckar                    | Bammental                    | Bammental                    | 6 498            | 12.2 km²         |
| Situació de Brühl dins del districte de Rhein-Neckar                        | Brühl                        | Brühl                        | 14 256           | 10.2 km²         |
| Situació de Dielheim dins del districte de Rhein-Neckar                     | Dielheim                     | Dielheim                     | 8 933            | 22.7 km²         |
| Situació de Dossenheim dins del districte de Rhein-Neckar                   | Dossenheim                   | Dossenheim                   | 12 008           | 14.1 km²         |
| Situació d'Edingen-Neckarhausen dins del districte de Rhein-Neckar          | Edingen-Neckarhausen.png     | Edingen-Neckarhausen         | 14 127           | 12 km²           |
| Situació d'Epfenbach dins del districte de Rhein-Neckar                     | Epfenbach                    | Epfenbach                    | 2 517            | 13 km²           |
| Situació d'Eschelbronn dins del districte de Rhein-Neckar                   | Eschelbronn                  | Eschelbronn                  | 2 572            | 8.2 km²          |
| Situació de Gaiberg dins del districte de Rhein-Neckar                      | Gaiberg                      | Gaiberg                      | 2 427            | 4.2 km²          |
| Situació de Heddesbach dins del districte de Rhein-Neckar                   | Heddesbach                   | Heddesbach                   | 494              | 8.2 km²          |
| Situació de Heddesheim dins del districte de Rhein-Neckar                   | Heddesheim                   | Heddesheim                   | 11 566           | 14.7 km²         |
| Situació de Heiligkreuzsteinach dins del districte de Rhein-Neckar          | Heiligkreuzsteinach          | Heiligkreuzsteinach          | 3 054            | 19.6 km²         |
| Situació de Helmstadt-Bargen dins del districte de Rhein-Neckar             | Helmstadt-Bargen             | Helmstadt-Bargen             | 3 793            | 28 km²           |
| Situació de Hirschberg an der Bergstraße dins del districte de Rhein-Neckar | Hirschberg an der Bergstraße | Hirschberg an der Bergstraße | 9 405            | 12.4 km²         |
| Situació d'Ilvesheim dins del districte de Rhein-Neckar                     | Ilvesheim                    | Ilvesheim                    | 7 768            | 5.9 km²          |
| Situació de Ketsch dins del districte de Rhein-Neckar                       | Ketsch                       | Ketsch                       | 12 808           | 16.5 km²         |
| Situació de Laudenbach dins del districte de Rhein-Neckar                   | Laudenbach                   | Laudenbach                   | 6 110            | 10.3 km²         |
| Situació de Lobbach dins del districte de Rhein-Neckar                      | Lobbach                      | Lobbach                      | 2 401            | 14.9 km²         |
| Situació de Malsch dins del districte de Rhein-Neckar                       | Malsch                       | Malsch                       | 3 401            | 6.8 km²          |
| Situació de Mauer dins del districte de Rhein-Neckar                        | Mauer                        | Mauer                        | 3 919            | 6.3 km²          |
| Situació de Meckesheim dins del districte de Rhein-Neckar                   | Meckesheim                   | Meckesheim                   | 5 343            | 16.3 km²         |
| Situació de Mühlhausen (Kraichgau) dins del districte de Rhein-Neckar       | Mühlhausen (Kraichgau)       | Mühlhausen (Kraichgau)       | 8 218            | 15.3 km²         |
| Situació de Neidenstein dins del districte de Rhein-Neckar                  | Neidenstein                  | Neidenstein                  | 1 820            | 8.5 km²          |
| Situació de Neulußheim dins del districte de Rhein-Neckar                   | Neulußheim                   | Neulußheim                   | 6 675            | 3.4 km²          |
| Situació de Nußloch dins del districte de Rhein-Neckar                      | Nußloch                      | Nußloch                      | 10 734           | 13.6 km²         |
| Situació d'Oftersheim dins del districte de Rhein-Neckar                    | Oftersheim                   | Oftersheim                   | 10 686           | 12.8 km²         |
| Situació de Plankstadt dins del districte de Rhein-Neckar                   | Plankstadt                   | Plankstadt                   | 9 559            | 8.4 km²          |
| Situació de Reichartshausen dins del districte de Rhein-Neckar              | Reichartshausen              | Reichartshausen              | 2 015            | 10 km²           |
| Situació de Reilingen dins del districte de Rhein-Neckar                    | Reilingen                    | Reilingen                    | 7 068            | 16.4 km²         |
| Situació de Sandhausen dins del districte de Rhein-Neckar                   | Sandhausen                   | Sandhausen                   | 14 336           | 14.6 km²         |
| Situació de Schönbrunn dins del districte de Rhein-Neckar                   | Schönbrunn                   | Schönbrunn                   | 2 987            | 34.5 km²         |
| Situació de Spechbach dins del districte de Rhein-Neckar                    | Spechbach                    | Spechbach                    | 1 720            | 8.5 km²          |
| Situació de St. Leon-Rot dins del districte de Rhein-Neckar                 | St. Leon-Rot                 | St. Leon-Rot                 | 12 539           | 25.6 km²         |
| Situació de Wiesenbach dins del districte de Rhein-Neckar                   | Wiesenbach                   | Wiesenbach                   | 3 092            | 11.1 km²         |
| Situació de Wilhelmsfeld dins del districte de Rhein-Neckar                 | Wilhelmsfeld                 | Wilhelmsfeld                 | 3 293            | 4.8 km²          |
| Situació de Zuzenhausen dins del districte de Rhein-Neckar                  | Zuzenhausen                  | Zuzenhausen                  | 2 138            | 11.6 km²         |